# Dichocrocis revidata
Dichocrocis revidata là một loài bướm đêm trong họ Crambidae.